# فرندفید
فرندفید (به انگلیسی: FriendFeed) یک خبرخوان بی‌درنگ بود که به‌روزشدن‌ها را از شبکه‌های اجتماعی، رسانه‌های اجتماعی، وب‌گاه‌های بوک‌مارک اجتماعی، وب‌نوشت‌ها، میکروبلاگینگها و هر نوع وب‌گاهی که از RSS پشتیبانی می‌کرد، یکسان‌سازی و در یک جا جمع‌آوری می‌کرد. این وبسایت به دلیل فعالیتهایش در راستای اعتراضات به نتایج انتخابات ۱۳۸۸، در ایران فیلتر شد.
به گفتهٔ گردانندگان فرندفید شمار کاربران این وب‌گاه پس از واگذاری این شبکه به فیسبوک در سال ۲۰۰۹، رو به کاهش گذاشت. در مارس ۲۰۱۵ وب‌نوشت رسمی فرندفید اعلام کرد که دیگر عضو جدید نمی‌پذیرد و از ۹ آوریل ۲۰۱۵ از دسترس خارج خواهد شد.
در بین وب‌نوشت نویسان و جامعه مجازی ایرانی، این محصول به نام «فرفر» شهرت یافته‌است.